# Paul Peel
Paul Peel (1860-1892) foi um pintor acadêmico canadense. Tendo ganho uma medalha no Salão de Paris de 1890, tornou-se um dos primeiros artistas canadenses a receber reconhecimento internacional em sua vida.

## Vida e carreira
Peel nasceu em London, Ontário, e recebeu treinamento artístico de seu pai desde jovem. Mais tarde, ele teve aulas com William Lees Judson e na Academia de Belas Artes da Pensilvânia, com Thomas Eakins. Mais tarde, Paul se mudou para Paris, na França, onde recebeu instruções de arte na École des Beaux-Arts de Jean-Léon Gérôme e na Académie Julian ficou sob a tutela de Jean-Joseph Benjamin-Constant, Henri Doucet e Jules Lefebvre.
Em 1882, ele se casou com Isaure Verdier e teve dois filhos com ela: um filho (Robert Andre, em 1886) e uma filha (Emilie Marguerite, em 1888).
Peel viajou amplamente no Canadá e na Europa, exibindo seus trabalhos como membro da Ontario Society of Artists e da Royal Canadian Academy of Arts. Ele também exibiu suas obras em shows internacionais como o Salão de Paris, onde ganhou uma medalha de bronze em 1890 pela pintura After the Bath. Ele era conhecido por seus nus muitas vezes sentimentais, e por suas fotos de crianças; Ele estava entre os primeiros pintores canadenses a explorar o nu como sujeito. 
Ele contraiu uma infecção pulmonar e morreu enquanto dormia, em Paris, França, aos 31 anos.
Sua casa de infância é uma das muitas atrações da Fanshawe Pioneer Village, em Londres, Ontário.

## Obras
Dentre suas principais obras, estão:
- Devotion (1881)
- Listening to the Skylark (1884)
- Mother and Child (1888)
- The Young Botanist (1888–1890)
- A Venetian Bather 1889
- Portrait of Gloria Roberts (1889)
- After the Bath (1890)
- The Young Biologist (1891)
- The Little Shepherdess (1892)
- Robert Andre Peel (c. 1892)
- Bennett Jull (1889–1890)